# Anders Thulé
Anders Thulé, född 11 juli 1813 i Kila socken, Västmanlands län, död 29 februari 1872 Kangasala i Finland, var en finlandssvensk orgelbyggare och grundare av Kangasala orgelfabrik i Finland.
De första orglarna som Thulé byggde själv var orglarna i Ekenäs kyrka 1844 och i Kangasala stenkyrka 1845.

## Biografi
Anders Thulé föddes 11 juli 1813 på Östertullsta i Kila socken, Västmanland. Han var son till Mars Larsson och Maria Jansdotter. Thulé flyttade 1834 till Stockholm.